# Asco
Asco Bacău este o companie producătoare de textile din România.
A fost înființată la 21 septembrie 1949 în fosta tăbăcarie a industriașului PELBERGERHER, cu un număr de 858 de salariați care acționau mașini de cusut manuale și avea o gamă de produse simple: cămăși, îmbrăcăminte de protecție, cearceafuri.
Numărul de muncitori a crescut la 1.500 în 1961 și 3.000 în 1975.
În anul 1982 fabrica s-a extins în continuare, devenind centrul industriei confecțiilor în acea zonă a României, cu o producție exportată în preponderență.
În anul 2008, dezvoltatorul imobiliar Imotrust Arad (ARCV) a preluat controlul Asco Bacău, pentru suma de 6,1 milioane de euro.
În primul semestru din anul 2005, compania a avut afaceri de 2 milioane de euro,
iar în anul 2009, Asco Bacău a avut afaceri de 1,05 milioane euro și pierderi de 1,3 milioane de euro.